# Opuntieae
Opuntieae de Candolle è una tribù di piante della famiglia delle Cactaceae, sottofamiglia Opuntioideae.

## Descrizione
Carattere generale di questa tribù è la formazione di foglie ridotte che vengono precocemente perse, demandando la funzione di assimilazione ai rami modificati (cladodi), che sono tipicamente appiattiti o cilindrici.

## Tassonomia
La tribù comprende i seguenti generi:
- Airampoa Fric
- Brasiliopuntia (K.Schum.) A.Berger
- Consolea Lem.
- Miqueliopuntia Fric ex F.Ritter
- Opuntia Mill.
- Salmonopuntia P.V.Heath
- Tacinga Britton & Rose